# J. Roy Rowland
James Roy Rowland, Jr., född 3 februari 1926 i Wrightsville, Georgia, död 25 april 2022, var en amerikansk demokratisk politiker. Han var ledamot av USA:s representanthus 1983–1995.
Rowland tjänstgjorde som sergeant i USA:s armé 1944–1946, avlade år 1952 läkarexamen vid Medical College of Georgia och inledde sedan sin karriär som läkare i Georgia. År 1983 efterträdde han Billy Lee Evans som kongressledamot och efterträddes 1995 av Saxby Chambliss.